# Jan Kucharzewski
Jan Kucharzewski (27. května 1876, Wysokie Mazowieckie – 4. července 1952, New York) byl polský historik, právník a politik. Proslul zejména jako první předseda vlády (regentské rady) Polského království, tedy státu, který na polském území vznikl pod kuratelou německých okupačních vojsk za první světové války. Kucharzewski tuto funkci zastával od 7. prosince 1917 do 11. února 1918.
V roce 1898 promoval na Varšavské univerzitě. Do roku 1911 byl členem nacionalisticky orientované Národní demokracie (Narodowa Demokracja) a na ní navázané tajné organizace Národní liga (Liga Narodowa). V prvních letech první světové války pobýval ve Švýcarsku, kde vedl kampaň v tisku za polskou věc. V červnu 1917 se vrátil do Varšavy a získal práci v administrativě regentské rady Polského království. Poté byl zvolen do jejího čela, když byla transformována ve vládu svého druhu. Rezignoval spolu se zbytkem své vlády na protest proti brestlitevským mírovým jednáním.
Po roce 1920 zasvětil svůj život vědecké a právní práci. V roce 1925 byl jmenován členem Mezinárodního arbitrážního soudu. Od roku 1926 byl členem Polské akademie věd. V meziválečném období podporoval linii Piłsudského. Odlišoval se zejména propagací myšlenky na širší středoevropskou federaci. Jako jeden z prvních přišel ve 20. letech s tezí, že bolševismus je jen pokračováním carského despotismu a imperialismu, jak ostatně napovídá titul jeho neznámějšího díla Od bílého carismu k rudému (Od białego do czerwonego caratu I-VII), jehož výtah později vydal v USA pod názvem The origins of modern Russia. Do exilu ve Spojených státech odešel v roce 1940. Publikoval zde mnoho prací o Polsku a východní Evropě, zejména z antikomunistického a protisovětského stanoviska.